# Балхашко језеро
Балхашко језеро (каз. Балқаш көлі, Balqaş köli, рус. озеро Балхаш) је језеро у пустињској степи источног Казахстана. Површина језера је до 18.428 km². Балхашко језеро је издуженог облика сличног полумесецу. Јужна обала је веома разуђена са безброј малих острва и полуострва. Средња дубина језера је 5,8 метара, а максимална 26. Језеро је подељено на западни и источни део који су повезани каналом Узун-Арал ширине 4,5 километара. Источни део језера је дубљи и веома слан (> 7%), док је западни део мало слан (0,5-1,5% соли) и не зависи од промене нивоа језера. Разлика у салинитету је последица разлике у броју притока и ограниченој размени воде између његових делова.
Највећи град на обали језера је Балхаш и има око 66.000 становника. Главне притоке су реке Или и Каратал. Језеро нема отоке. Око 15% површине слива овог језера припада територији Кине. Највећи део воде у језеро стиже од отопљеног снега са планина Синкјанга.
Као и Аралско језеро, и Балхашко језеро је у опасности да пресуши. У оба случаја разлог је употреба вода за наводњавање поља памука. Ова пракса је започета 1960-их у доба СССР Језеро има уски, прилично централни мореуз. Западни део језера је неслана вода. Источна половина језера је слана. Исток је у просеку 1,7 пута дубљи од запада. Главне локалне економске активности укључују рударство, прераду руде и риболов.

## Градови и привреда
У сливу језера Балхаш је 2005. године живело 3,3 милиона људи, укључујући и становнике Алматија – највећег града Казахстана. Највећи град на језеру је Балхаш са 66.724 становника (2010). Он се налази се на северној обали и има истакнуто рударско-металуршко постројење. Велико лежиште бакра откривено је на том подручју 1928–1930. године и развија се у селима северно од језера. Део аутопута између Бишкека и Караганде пролази дуж западне обале језера. На западној обали се налазе и војне инсталације изграђене током совјетске ере, као што су радарски системи за упозорење на ракете. Јужна обала је скоро ненасељена и има само неколико села. Природа и дивљи живот језера привлаче туристе, а на језеру се налази неколико одмаралишта. Године 2021, језеро Балхаш је изабрано за једну од 10 најбољих туристичких дестинација у земљи Казахстан.

### Риболов
Економски значај језера је највећим делом у његовој рибарској индустрији. Систематско узгајање рибе почело је 1930. године; годишњи улов је био 20 хиљада тона 1952. године, порастао је на 30 хиљада 1960-их и обухватао до 70% вредних врста. Међутим, до 1990-их производња је пала на 6.600 тона годишње са само 49 тона вредних раса. Пад се приписује неколико фактора, укључујући прекид програма репродукције, криволов и пад нивоа и квалитета воде.

### Енергетски пројекти
Године 1970, изграђена је хидроелектрана Капшагај од 364 мегавата на реци Или, чиме се исцрпљује вода из новог резервоара Капшагај за наводњавање. Илијева вода се такође увелико користи узводно, у кинеској провинцији Синђанг, за узгој памука. Тренутно постоји пројекат за додатну контрарегулаторну брану 23 km низводно од Капчагаја. Повезана хидроелектрана Кербулак снаге 49,5 MW ће делимично решити проблем снабдевања електричном енергијом јужних области Казахстана и служиће као тампон за дневне и недељне флуктуације водостаја реке Или.
Снабдевање енергијом југоисточног дела Казахстана је стари проблем, са бројним решењима предложеним у прошлости. Предлози за изградњу електрана на Балхашу касних 1970-их и 1980-их су застали, а иницијатива за подизање нуклеарне електране у близини села Улкен наишла је на снажно противљење еколога и становника. Због тога је 2008. године казахстанска влада поново размотрила ситуацију и најавила изградњу Балхашке термоелектране.

### Навигација
Постоји редован бродски саобраћај који плови кроз језеро, ушће реке Или и резервоар Капчагај. Главна пристаништа су Бурилбајтал и Бурлитобе. Бродови су релативно лагани због ограничене дубине у појединим деловима језера; користе се углавном за улов рибе, и транспорт рибе и грађевинског материјала. Укупна дужина пловног пута је 978 km, а период пловидбе је 210 дана/год.
У 2004. години, локална флота се састојала од 87 пловила, укључујући 7 путничких бродова, 14 теретних баржи и 15 тегљача. Влада је предвидела да ће 2012. године у сливу Или-Балхаш бити 233.000 тона грађевинског материјала, најмање 550.000 тона стоке, ђубрива и прехрамбених производа и најмање 53 тоне рибе. Очекује се да ће развој еко-туризма повећати број путника на 6.000 људи годишње.

## Еколошка и политичка питања
Академици и владини саветници страхују од великог губитка екосистема у језеру. Беспоштедна индустријска експлоатација би вероватно опонашала еколошку катастрофу у Аралском мору. Од 1970. године, отицање воде од 39 km3 за пуњење Капчагај акумулације довело је до пада дотока из Или за 66%. Истовремено смањење нивоа језера износило је око 15,6 cm/годишње, што је много веће од природног пада у периоду 1908–1946 (9,2 cm/годишње). Смањење дубине је акутно у западној „половини“. Од 1972. до 2001. године, мало слано језеро Алакол, 8  јужно од Балхаша, је практично нестало, а јужни део језера је изгубио око 150 km2 водене површине. Од 16 постојећих језерских система око језера остало је само пет. Процес дезертификације захватио је око 1⁄3 басена. Слана прашина се издувава са исушених подручја, доприносећи стварању азијских олуја прашине, повећавајући заслањеност земљишта и негативно утичући на климу. Све веће формирање муља у делти реке додатно смањује доток воде у језеро.
| Локација            | 1997 | 2000 | 2001 |
| ------------------- | ---- | ---- | ---- |
| Залив Тарангалик    | 2,38 | 3,70 | 3,96 |
| Залив МА Сари-Шаган | 2,56 | 4,83 | 4,52 |

Још један фактор који утиче на екологију басена Или-Балхаш су емисије услед рударских и металуршких процеса, углавном у Рударско-металуршком комбинату Балхаш којим управља Казахмис. Почетком 1990-их, ниво емисије је био 280–320 хиљада тона годишње, депонујући 76 тона бакра, 68 тона цинка и 66 тона олова на површини језера. Од тада су се преноси скоро удвостручили. Загађивачи се такође доносе са депонија прашним олујама.
Године 2000, велика конференција, Балкаш 2000, окупила је научнике за животну средину из различитих земаља, као и представнике бизниса и владе. Конференција је усвојила резолуцију и апел влади Казахстана и међународним организацијама, који предлажу нове начине управљања екосистемима басена Алакол и Балхаш. На Међународном еколошком форуму 2005. посвећеном језеру Балхаш, Казахмис је најавио да ће до 2006. године реструктурирати своје процесе, смањујући тако емисије за 80–90%.
Контаминација Балхаша не потиче само локално, већ је донета и приливом загађене воде из Кине. Кина такође троши 14,5 km3 воде годишње из реке Или, са планираним повећањем од 3,6 пута. Тренутна стопа повећања је 0,5–4 km3/годишње. Казахстанска влада је 2007. године предложила смањење цене за продају казахстанских производа Кини у замену за смањење потрошње воде из реке Или, али је Кина ту понуду одбила.